# Irma Simón Calvo
Irma Simón Calvo (La Vall d'Uixó, 1949) és una política valenciana.
Ha treballat com a decoradora i és militant del PSPV-PSOE des del 1977, partit amb el qual fou escollida regidora de l'ajuntament de la Vall d'Uixó a les eleccions municipals espanyoles de 1979 i 1983.
El 1983 va substituir al Congrés dels Diputats Felip Guardiola i Sellés, elegit diputat per la província de Castelló a les eleccions generals espanyoles de 1982 i que havia dimitit per tal de poder presentar-se a les eleccions a les Corts Valencianes de 1983. Fou escollida novament diputada a les eleccions generals espanyoles de 1986 i 1989. Fou Secretària Tercera de la Mesa del Congrés dels Diputats de 1986 a 1989.